# Ricky Memphis
Pour les articles homonymes, voir Fortunati.
Ricky Memphis - pseudonyme de Riccardo Fortunati - est un acteur italien né le 29 août 1968.

## Biographie
Après son rôle du poète dans le Maurizio Costanzo Show à la fin des années 1980, Ricky Memphis obtient le rôle de l'inspecteur Mauro Belli pour les six premières saisons de la série télévisée Giovanna, commissaire.
Il débute au cinéma en 1991 avec le film  Ultrà .

## Filmographie
- 1990 : Briganti
- 1990 : Ultrà : Red
- 1991 : Pugni di rabbia : Danilo
- 1993 : L'Escorte (La scorta) : Fabio Muzzi
- 1994 : I mitici : Enzo
- 1994 : La Meute (Il Branco) : Pallesecche
- 1995 : L'anno prossimo vado a letto alle dieci : Poldo
- 1995 : Palerme-Milan aller simple (Palermo Milano solo andata) : Remo Matteotti
- 1996 : Un homme honnête (Vite strozzate) : Claudio
- 1997 : Altri uomini : Riccardo Zanni
- 1998 : Le faremo tanto male : Ruggero
- 1998 : L'ultimo capodanno : Orecchino
- 1999 : S.O.S. : Police Officer
- 1999 : Falcone contre Cosa Nostra (Excellent Cadavers) : Mafioso
- 2002 : Paz! : Man of Latina
- 2005 : Storia di Mario : Ricky
- 2007 : Milano-Palermo: il ritorno : Remo Matteotti
- 2013 : La mossa del pinguino de Claudio Amendola
- 2018 : Silvio et les Autres (Loro) de Paolo Sorrentino : Riccardo Pasta
- 2022 : Nous voulons tous être sauvés (série télévisée) : Pino